# Feldbach (Haut-Rhin)
Feldbach ist eine französische Gemeinde mit 469 Einwohnern (Stand 1. Januar 2022) im Département Haut-Rhin in der Region Grand Est (bis 2015 Elsass). Sie gehört zum Arrondissement Altkirch, zum Kanton Altkirch und zum Gemeindeverband Sundgau.

## Geografie
Die Gemeinde Feldbach liegt im Sundgau, zwölf Kilometer südlich von Altkirch und etwa 30 Kilometer westlich von Basel.
Das fünf Quadratkilometer große Gebiet der Gemeinde umfasst einen Teil des namengebenden Feldbachtales. Der Feldbach mündet in Hirsingue in die Ill. Das Gemeindeareal wird vorwiegend landwirtschaftlich genutzt, der Waldanteil liegt unter 20 %. Die kleinen Weiher südwestlich des Dorfkerns, von denen der Grand Étang fünf Hektar erreicht, gehören zum Seengebiet des südwestlichen Sundgau zwischen Ill, Largue und Suarcine.
Feldbach ist der südliche Ausgangspunkt der Romanischen Straße des Elsass (Route Romane d’Alsace).
Nachbargemeinden von Feldbach sind Ruederbach im Norden, Illtal im Nordosten, Riespach im Osten, Kœstlach im Süden, Mœrnach im Südwesten, sowie Bisel im Westen.

## Geologie
Feldbach liegt mitten in dem weithin mit Löss bzw. Lösslehm bedeckten Sundgauer Tertiärhügelland. Der Feldbach hat nicht nur die Lössanwehungen durchschnitten, sondern sich auch in die darunter lagernden so genannten Sundgauschotter eingetieft, sodass diese heute mit den darüber liegenden Lösslehmmassen die Talhänge ums Dorf bilden (aufgeschlossen im Straßeneinschnitt unmittelbar östlich des Dorfes). Die den tieferen Untergrund bildenden Tertiärschichten hat der Bach hier nicht erreicht. Erst kurz vor seiner Mündung in die Ill bei Hirsingen hat er auch diese freigelegt (Oligozän, Elsässer Molasse). Die aus alpinem Material bestehenden Sundgauschotter sind die Hinterlassenschaft einer Ur-Aare, die am Ende der Tertiärzeit und noch im frühen Eiszeitalter zur Rhône hin entwässerte, also noch bevor sie von dem erst spät seinen heutigen Weg findenden Rhein angezapft wurde.

## Geschichte
Feldbach gehörte bis 1324 zur Grafschaft Pfirt, kam dann durch die Heirat der Johanna von Pfirt mit Albrecht II. von Österreich an die Habsburger und 1648 im Westfälischen Frieden an die französische Krone.
1144 gründete Friedrich I. von Pfirt und seine Gemahlin in Welpach  ein der Cluniazenser Reform verpflichtetes Benediktinerinnenkloster. Dessen Kirche – Kloster- und Leutkirche zugleich – sollte als Grablege für das Grafengeschlecht dienen. Ein von Cluny gesandter Prior verwaltete die zahlreichen dem Kloster geschenkten Güter im Umland.  Im Bauernkrieg flohen die Klosterfrauen 1525 nach Basel und gaben das Kloster für immer auf. 1618 kam es an das Kloster Lützel. 1636 überließen die Habsburger, Klostervögte in der Nachfolge der Pfirter, das verödete Kloster und seinen Besitz dem Jesuitenkolleg Ensisheim. Mit der Aufhebung des Jesuitenordens 1773 ging es an das Collège Royal von Colmar. Die Französische Revolution brachte das endgültige Ende.
1370 bedrohten die „Wilden Engländer“ den Ort.  1446 wurde der vorderösterreichische Ort von den Baslern geplündert – als Rache dafür, dass die Habsburger die Söldnertruppen der Armagnaken, die 1444 auch Feldbach heimsuchten, ins Land geholt hatten.
Von 1871 bis zum Ende des Ersten Weltkrieges gehörte Feldbach als Teil des Reichslandes Elsaß-Lothringen zum Deutschen Reich und war dem Kreis Altkirch im Bezirk Oberelsaß zugeordnet.

### Bevölkerungsentwicklung
| Jahr      | 1910 | 1962 | 1968 | 1975 | 1982 | 1990 | 1999 | 2007 | 2017 |
| Einwohner | 294  | 322  | 313  | 327  | 335  | 374  | 401  | 447  | 444  |

## Sehenswürdigkeiten
Die  Kirche St. Jakobus – Saint-Jacques-le-Majeur (Jakobus der Ältere) ist ein  schlichter romanischer Bau des 11./12. Jahrhunderts. Der dreischiffige flachgedeckte Bau wird im Osten durch eine halbrunde Hauptapsis und zwei Seitenapsiden geschlossen. Die Obergadenfenster lassen schon von außen die Zweiteilung des Sakralraumes erkennen. Die kreisrunden Lichtöffnungen beleuchten den für die Nonnen reservierten – innen einst durch ein Schranke abgetrennten Raum, die Rundbogenfenster den für die Laien bestimmten, in dem sich ein eigener Lorenzen-Altar befand. Stilistisch sind Säulenkapitelle (grobe Blattformen) vor dem Gründungsdatum des Klosters (etwa um die Mitte des 11. Jahrhunderts) anzusetzen.
Der Hauptchor wurde 1888 rekonstruiert und der nüchterne Turm erst 1910 angefügt. Der Restaurierung 1975–77 ist die Annäherung an den Originalzustand zu verdanken.
Der Kirche benachbart das sog. Schlössle von 1542 mit hohem Treppenturm und Kellergewölbe, ehemals Wohnsitz des Priors. Daneben die Zehntscheune.
Einige gut erhaltene Fachwerkhäuser, alle in Stockwerkbauweise, einige ohne den sonst im Sundgau üblichen Krüppel-oder Halbwalm am Giebel.

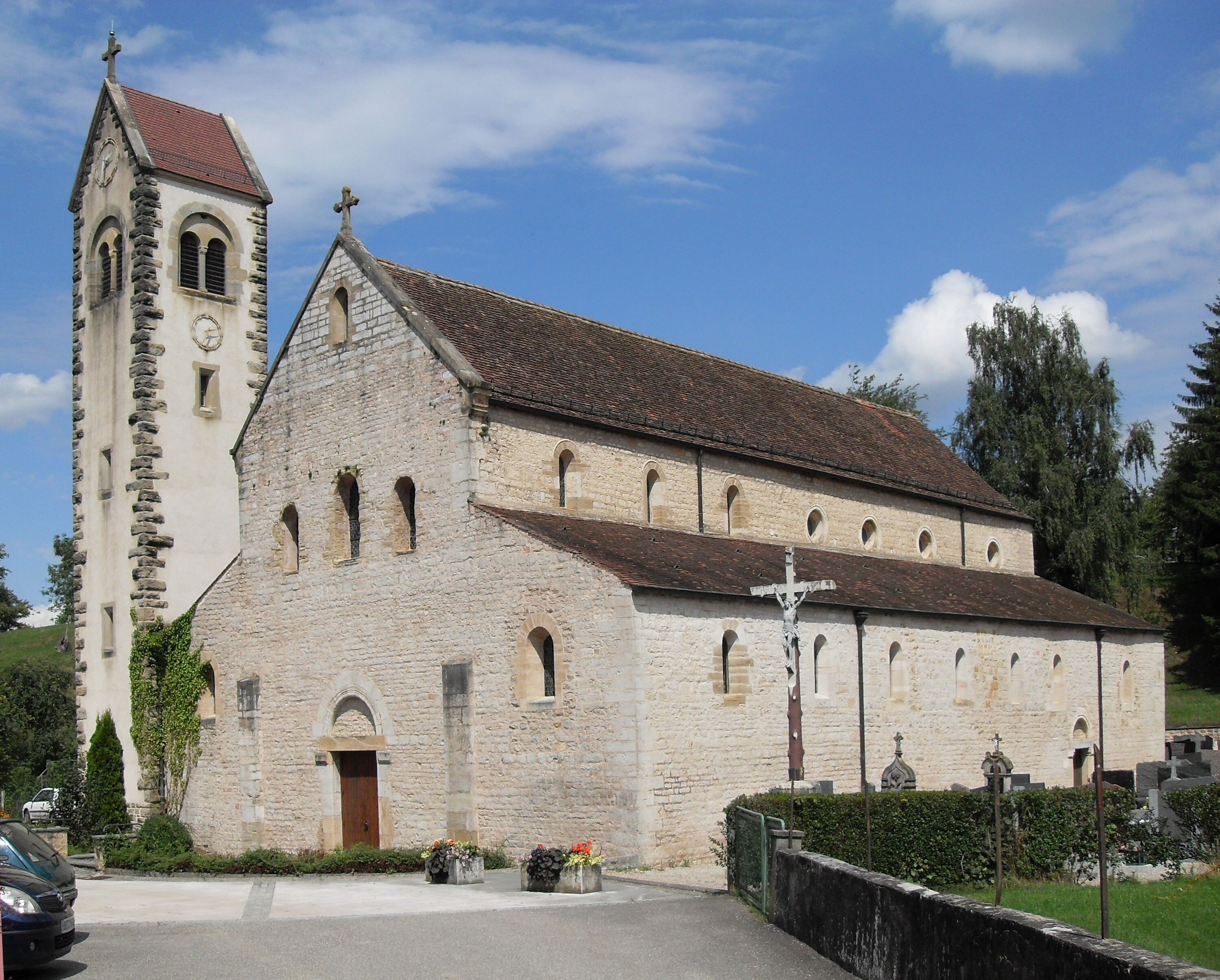
Kirche St. Jakobus
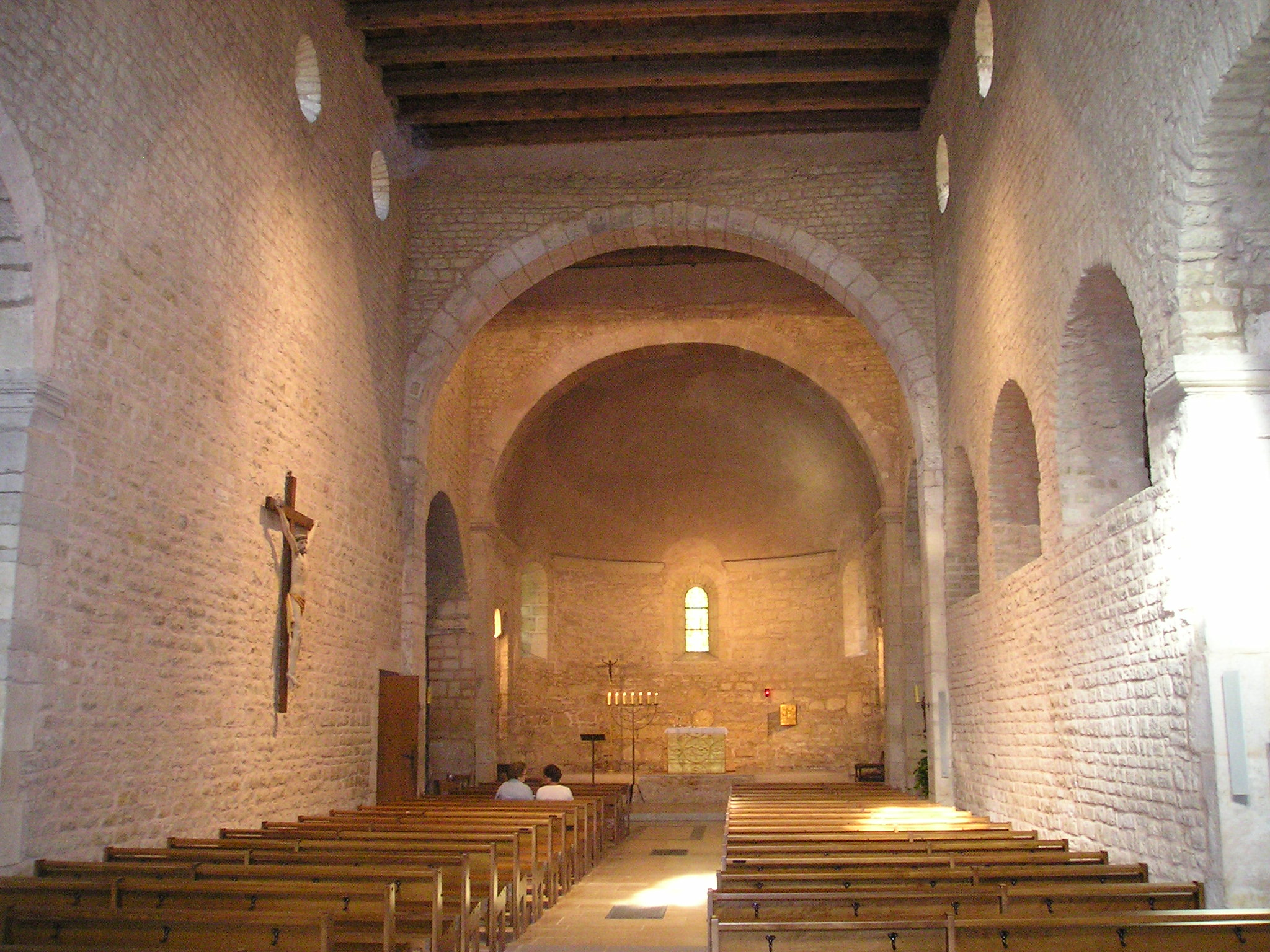
Innenansicht

## Gemeindepartnerschaften
Die Gemeinde ist partnerschaftlich verbunden mit der französischen Gemeinde Arveyres im Département Gironde.

## Verkehrsanbindung
In Feldbach kreuzen sich die Straßen von Basel nach Montbéliard und von Mülhausen nach Delsberg (Delémont).